# Kardynałowie z nominacji Benedykta XI
Papież Benedykt XI (1303–1304) mianował dwóch kardynałów na dwóch konsystorzach:

## 18 grudnia 1303
1. Niccolò Alberti OP, biskup Spoleto – kardynał biskup Ostia e Velletri, zm. 27 kwietnia 1321

Na tym konsystorzu Benedykt XI ogłosił także nominację dla Williama Macclesfielda OP, jednak nie doszła ona do skutku, gdyż nominat zmarł w sierpniu 1303 roku w Canterbury; wiadomość o jego śmierci dotarła do papieża dopiero na początku 1304.

## 19 lutego 1304
1. Walter Winterburn OP, spowiednik króla Anglii Edwarda I – kardynał prezbiter S. Sabina (tytuł nadany w 1305), zm. 24 września 1305